# Gare Île-Perrot
Cet article concerne la gare d'exo. Pour la ville de L'Île-Perrot, voir L'Île-Perrot. Pour l'autre signification, voir Île Perrot.
La gare Île-Perrot est une gare d'exo située dans la ville du même nom. Elle dessert les trains de banlieue de la ligne exo 1.

## Correspondances
Des correspondances sont possibles avec plusieurs circuits d'exo La Presqu'Île.